# Покров (автостанція)
Автостанція «Покрóв» — головна автостанція міста Покров. Автостанція входить до ПАТ «Дніпропетровське обласне підприємство автобусних станцій».

## Основні напрямки

### Місцевого формування
- Покров — Дніпро
- Покров — Запоріжжя-2
- Покров — Нікополь
- Покров — Нововоронцовка

### Транзитні
- Нікополь — Одеса
- Нікополь — Кропивницький
- Нікополь — Скадовськ
- Нікополь — П'ятихатки
- Нікополь — Миронівка
- Кривий Ріг — Кам'янське-1